# Masacre de Kamianets-Podilski
Entre el 27 y el 29 de agosto de 1941, unos 23.600 judíos fueron masacrados en las afueras de la ciudad ucraniana de Kamianets-Podilski.
Esta ejecución marca un cambio de escala en la política de exterminio llevada a cabo en el frente oriental a partir de fines de julio de 1941. Estas masacres fueron supervisadas por las Einsatzgruppen, unidades criminales móviles adscritas a la RSHA y a las SS.
La peculiaridad de los acontecimientos que tuvieron lugar en Kamianets-Podilski, puede explicarse por el hecho de que esta fue la primera masacre a gran escala (en la que, además de hombres de la edad de portar armas, también niños, mujeres y ancianos fueron asesinados); pero especial es esta vez también el origen de los judíos que iban a ser ejecutados. De hecho, muchos procedían de Hungría, cuyo gobierno títere decidió deportar a miles de judíos extranjeros o apátridas sin que la Alemania nazi siquiera lo sugiriera.

### Contexto

#### Origen de los judíos masacrados
Entre 1938 y 1941 la Hungría del almirante Miklós Horthy, que había perdido mucho territorio como consecuencia de la Primera Guerra Mundial, anexionó territorios que consideraba propios. En total, de los casi 5.400.000 habitantes, unos 324 250 eran judíos, estando estos últimos concentrados principalmente en el Este (Rutenia subcarpática, región que antes era checoslovaca y pasó a formar parte de Hungría, una entidad territorial fuera del derecho consuetudinario de los condados) y el Noroeste del país. Además, se estima que al comienzo de la guerra, unos 35.000 julios polacos, alemanes, austriacos o checoslovacos que huían del ejército nazi, buscaron refugio en Hungría. Sin embargo, Hungría es un estado oficialmente antisemita, cuya legislación incluye medidas que definen el estatus de los judíos y los discriminan. El gobierno que aún no atacaba a los judíos de nacionalidad húngara anteriores a la Primera Guerra Mundial, pero inicialmente buscó deshacerse de los judíos considerados extranjeros.

#### Verano de 1941, el comienzo de una ola de masacres antisemitas
Esta ocasión se presentó en el verano de 1941. Alemania, ignorando los acuerdos secretos de no agresión firmados el 23 de agosto de 1939 con la URSS, lanzó la invasión de la Unión Soviética el 22 de junio de 1941 (Operación Barbarroja).
El avance de la Wehrmacht es deslumbrante en todo el frente oriental, y muy rápidamente se hace con el control de una vasta región que va desde los Estados bálticos hasta el sur de Ucrania. En esta zona viven unos cuatro millones de judíos, aunque se calcula que alrededor de un millón y medio de ellos huyeron ante los ejércitos alemanes. Durante el avance alemán, estallaron espontáneamente muchos pogromos y masacres antisemitas en todas las regiones conquistadas.
En julio de 1941, Reinhard Heydrich, director de la Policía de Seguridad, la Gestapo y la KriminalPolizei recibe de Göring la orden de llevar a cabo los "preparativos para la solución final". Si bien la "cuestión judía" aun no estaba claro en ese momento (sobre todo en lo que respecta a la suerte de las mujeres y los niños), las masacres de comunidades judías, hasta entonces espontáneas, comenzaron a organizarse, racionalizarse y supervisarse en el frente oriental. Se convocó a todo tipo de soldados alemanes para participar en la eliminación de los judíos en los meses siguientes, se asignaron especialmente a esta tarea ciertas tropas, en particular los cuatro Einsatzgruppen, literalmente "grupos de intervención" que eran en realidad unidades móviles de exterminio.
En Hungría, la oficina nacional para el control de extranjeros propuso entonces un plan para la expulsión de "indeseables". El verdadero objetivo era el de expulsar a los judíos extranjeros, principalmente a los entonces ubicados en Carpatho-Ruthenia, y entregarlos a las autoridades alemanas ubicadas en Galitzia, en el este de Ucrania. Tras una negociación con la Gestapo, Horthy presenta el 12 de julio de 1941 el decreto de expulsión de los judíos "de dudosa nacionalidad". Este establece que cualquier judío que no pueda certificar su nacionalidad húngara, ya sea de Budapest, Rutenia o los Cárpatos, será detenido y entregado a las autoridades alemanas en Galitzia. Durante los arrestos, las autoridades prestan poca atención a la nacionalidad de las víctimas. Por lo tanto, está demostrado que un cierto número de judíos de nacionalidad húngara fueron, sin embargo, también deportados.

### Curso de la masacre

#### Deportación a Kamianets-Podilski
Entre el 14 de julio y el 17 de agosto de 1941, al menos 16 000 judíos fueron deportados por tren hasta la frontera y luego en camión fuera de Hungría. La mayoría de ellos fueron reunidos en Kamianets-Podilski donde los alemanes y la policía local los amontonaban en el barrio judío donde ya había miles de judíos locales. Las condiciones eran pésimas, volviéndose lentamente más lamentables con cada llegada de camiones con deportados. Estaba previsto exterminar a un máximo de judíos desde finales de julio, sobre todo porque Hitler declaraba implícitamente que a partir de ahora, las mujeres y los niños judíos también deben ser masacrados. Sin embargo, la Wehrmacht al principio no sabía qué hacer con tantos judíos.
El ejército alemán intenta concienciar a su jerarquía y a las autoridades húngaras de las dificultades que genera esta afluencia. La Wehrmacht exige que los envíen de regreso a Hungría, pero Horthy se niega rotundamente.

#### Conferencia de Vínnitsa: la decisión de una masacre
Un informe del Einsatzgruppe C del 28 de agosto revela sobre las fricciones entre las autoridades alemanas y húngaras, vinculadas a la afluencia masiva de judíos. La conferencia de Vínnitsa, el 23 de agosto de 1941, pretende solucionar este problema. "El Director de las SS y la Policía Friedrich Jeckeln está autorizado para ello y va a Kamianets-Podilski".
Apoyado por la unidad de la gendarmería ucraniana, el batallón de policía 320 y los hombres de su compañía, entró en la ciudad ucraniana a finales de agosto. Se advierte a los judíos que serán expulsados de la ciudad y trasladados a un destino desconocido. Jeckeln, al frente del mando de los batallones del Einsatzgruppe C y de la gendarmería ucraniana, reforzados por soldados húngaros, reunió a 23 600 judíos. Les hacen marchar hasta la salida de la ciudad donde hay varios cráteres producto de la destrucción de los depósitos de municiones por parte de los soviéticos durante su retirada, que actuarán como fosas comunes.
La masacre duró tres días completos, del 27 al 29 de agosto. Los judíos deben desnudarse según un ritual ya bien establecido por los verdugos, antes de ser asesinados a balazos en el fondo de las fosas. Pero muchos, solo heridos, serán enterrados vivos. Jeckeln logró cumplir la promesa que había hecho en Vínnitsa de terminar el 1 de septiembre.
En el informe de actividad del Grupo de Trabajo C, fechado el 11 de septiembre de 1941, esos "operaciones» encajar en una oración final: "en Kamianets-Podilski, 23.600 judíos fueron abatidos en tres días por un comando del comando de la SS y la Policía". Además, después de la masacre de Kamianets-Podilski, "la Wehrmacht cooperó sistemáticamente con los Einsatzgruppen y la policía para destruir a las comunidades judías".